# Rogers Peak
Rogers Peak är en bergstopp i Antarktis. Den ligger i Västantarktis. Chile gör anspråk på området. Toppen på Rogers Peak är 1 520 meter över havet, eller 377 meter över den omgivande terrängen. Bredden vid basen är 2,0 km.
Terrängen runt Rogers Peak är kuperad åt nordost, men åt sydväst är den platt. Trakten är obefolkad. Det finns inga samhällen i närheten. 